# Rīgas 1. pilsētas teātris

19950923 8sant Latvia Postage Stamp

Rīgas 1. pilsētas teātris (tyska: Riga Stadttheater) är en teater och opera i Riga i Lettland, grundad 1782. Det var den första permanenta teatern och operan i Baltikum och ses som startpunkten för scenkonsten i Lettland. 
Där uppfördes konserter, teater- och operaföreställningar, initialt av tyskspråkiga scenartister. 1860-1863 uppfördes en ny teaterbyggnad, som stod ända till branden 2010 och restaurerades 2011. Den gjordes om till Lettlands nationalopera år 1919, och därefter uppfördes lettiskspråkig teater. Under sovjettiden kallades den "Lettländska SSR:s statsopera och balettteater". Efter sovjetockuperationens slut återtog teatern sitt gamla namn. 